# Ringhult
Ringhult är en by i Fagerhults socken, Högsby kommun.
Vid Ringhult låg under medeltiden en borg som omtalas i skriftliga handlingar första gången 1344 ('Ringwidhhult') och var åtminstone från 1346 sätesgård för riddaren Johan Hemmingsson (Lejonansikte). Mycket tyder på att borgen anlagts kort dessförinnan. I närheten av byn på en kulle vid Skulebäcken ligger ruinen efter denna borganläggning. Den omges av en ännu vattenfyll vallgrav. Den har haft en träpallisad innanför denna och på kullen har ett flertal timrade byggnader varit belägna. Rester av en kallmurad källare och en spis finns ännu kvar. En kallmurad grop är troligen rester efter en källare till ett trätorn.
Borgen saknas i senare tiders dokument, och övergavs möjligen redan kort tid därefter. Enligt lokala sägner skall den ha använts under Dackeupproret av de upproriska bönderna.
1495 förekommer två frälsegårdar i Ringhult i Sten Stures jordebok. Inget tyder på att här då fanns någon sätesgård. Åtminstone från 1526 tillhör gårdarna Gustav Vasa och de räknas sedan under 1500-talet som arv och eget.